# Кяхта (город, Турция)
Кяхта (тур. Kâhta) — город и район в провинции Адыяман (Турция). На западе район граничит с центральным районом ила Адыяман, на юго-западе — с районом Самсат, на севере — с районом Синджик, на северо-востоке — с районом Гергер, на юго-востоке — с илом Шанлыурфа.

## География
Город расположен на одноимённой реке, притоке Евфрата.

## Население
По данным переписи 2007 года население районного центра составляло 60 689 человека, в деревнях района проживало 54 305 человек, таким образом население района составляло 114 994 человек.